# Supriya Pathak
Supriya Kapoor (Mumbai, 7 gennaio 1961) è un'attrice indiana.

## Filmografia parziale

### Cinema
- Kalyug, regia di Shyam Benegal (1981)
- Bazaar, regia di Sagar Sarhadi (1982)
- Khichdi: The Movie, regia di Aatish Kapadia (2010)
- Goliyon Ki Raasleela Ram-Leela, regia di Sanjay Leela Bhansali (2013)
- Aravinda Sametha Veera Raghava, regia di Trivikram Srinivas (2018)

### Televisione
- Khichdi (2002-2004)
- Instant Khichdi (2005-2006)
- Khichdi Returns (2018)

## Premi
- Filmfare Awards
  - 1981: "Best Supporting Actress"
  - 1983: "Best Supporting Actress"
  - 2014: "Best Supporting Actress"
- Indian Telly Awards
  - 2003: "Best Actress in a Comic Role"
  - 2005: "Best Actress in a Comic Role"
- Indian Television Academy Awards
  - 2004: "Best Actress - Comedy"
  - 2008: "Best Actress - Comedy"
- Apsara Film & Television Producers Guild Awards
  - 2014: "Best Performance In A Negative Role"
- Zee Cine Awards
  - 2014: "Best Actor in a Negative Role"